# Sindicat de Periodistes de Catalunya
El Sindicat de Periodistes de Catalunya, també Sindicat de Professionals de la Comunicació, va néixer el 19 de juny de 1993 i des de llavors va desenvolupar una intensa activitat en els conflictes laborals i professionals que s'han produït en aquests anys. La missió fonamental de l'organització ha estat aconseguir condicions laborals i professionals dignes amb independència de la forma en què estiguin contractats i de la tecnologia de difusió dels mitjans per als quals treballin els periodistes i professionals. La reivindicació d'un Estatut del Periodista Professional i la regulació per llei dels drets dels periodistes autònoms són algunes de les demandes d'aquest sindicat.
L'organització sectorial compta amb un centenar de membres electes en els comitès d' empresa i delegats de personal que s'han presentat sota les seves sigles. El model de sindicat professional va impulsar el naixement d'altres sindicats arreu de l' Estat. El 2001, va néixer la Federació de Sindicats de Periodistes (FeSP) amb l'aportació dels sindicats de periodistes existents en aquell moment. La FeSP ha anat estenent la seva presència territorial a l' Estat espanyol i ara en formen part l'SPC, el Sindicato de Periodistas de Andalucía (SPA), el Sindicato de Periodistas de Madrid (SPM), el Sindicat de Periodistes de les Illes Balears (SPIB), el Sindicato de Profesionales de la información de La Rioja (SPIR), la Unión de Profesionales de la Comunicación de Canarias (UPCC), i el Sindicato de Xornalistas de Galicia (SXG). En total més de 2.500 treballadors de la comunicació afiliats i més de 200 representants sindicals a les empreses periodístiques.